# Idaea abnorma
Idaea abnorma är en fjärilsart som beskrevs av Rudolf Pinker 1960. Idaea abnorma ingår i släktet Idaea och familjen mätare. Inga underarter finns listade i Catalogue of Life.